# Carlos Jaramillo (wielrenner)
Carlos Mario Jaramillo Mesa (Medellín, 16 januari 1961) was een Colombiaanse wielrenner. Zijn broer Sergio is ook wielrenner geweest.

## Overwinningen
1985
- 3e etappe Dauphiné Libéré

1992
- Eindklassement Vuelta a Antioquia

1993
- Eindklassement Clásica 75 años Municipio de Bello Antioquia
- Eindklassement Ronde van Colombia

## Resultaten in voornaamste wedstrijden
| Jaar | Ronde van Italië | Ronde van Frankrijk | Ronde van Spanje |
| ---- | ---------------- | ------------------- | ---------------- |
| 1985 |                  | 73e                 | 46e              |
| 1986 |                  | 55e                 | 34e              |
| 1987 |                  | opgave              | 53e              |
| 1988 |                  |                     | 21e              |
| 1989 |                  |                     | 13e              |
| 1990 |                  | 53e                 | 13e              |
| 1991 |                  | 151e                | opgave           |
| 1992 |                  | 68e                 | opgave           |

| Jaar |  | WK op de weg |
| ---- |  | ------------ |
| 1985 |  | opgave       |
| 1986 |  | 74e          |
| 1987 |  | opgave       |
| 1988 |  | opgave       |
| 1989 |  | opgave       |
| 1990 |  |              |
| 1991 |  | 49e          |
| 1992 |  |              |
| 1993 |  | opgave       |